# 伊戈尔·拉科切维奇
伊戈尔·拉科切维奇（1978年3月29日—），塞尔维亚男子篮球运动员。他曾代表塞尔维亚和黑山参加2002年和2006年国际篮联世界锦标赛。他也曾出战2000年和2004年夏季奥运会。